# Carrie Underwood
Carrie Marie Underwood (Muskogee, 1983. március 10. –) amerikai énekesnő, dalszerző, színésznő. Ismertebb dalai: Before He Cheats, Jesus Take the Wheel. 2005-ben megnyerte az American Idol negyedik évadát. Egyike a legnépszerűbb előadóknak, 85 millió eladott lemezével. Színésznőként olyan sorozatokban tűnt fel, mint a Szezám utca vagy a Cobra Kai. 2010-ben házasodott össze Mike Fisher kanadai jégkorongozóval, két gyerekük született.

## Élete
Szülei Carole és Steve Underwood. Két nővére van: Shanna és Stephanie. Checotah-ban nőtt fel, szülei farmján nevelkedett. Apja egy malomban dolgozott, míg anyja általános iskolai tanár volt. Gyerekkorában a helyi templomban énekelt. Egy helyi rajongója nyomására 14 éves korában elment Nashville-be, és jelentkezett a Capitol Records-hoz.
2006-ban diplomázott a Northeastern State University-n. Dolgozott pizzériában, állatkertben és állatklinikán is. A Sigma Sigma Sigma testvériség tagja.
Szépségversenyeken is indult; a Miss NSU egyik döntőse volt 2004-ben.

## Diszkográfia

### Albumok
- Some Hearts (2005)
- Carnival Ride (2007)
- Play On (2009)
- Blown Away (2012)
- Storyteller (2015)
- Cry Pretty (2018)
- My Gift (2020)
- My Savior (2021)
- Denim & Rhinestones (2022)

### Kislemezek
- 2005 – "Inside Your Heaven"
- 2005 – "Jesus, Take the Wheel"
- 2005 – "Some Hearts"
- 2006 – "Don't Forget to Remember Me"
- 2006 – "Before He Cheats"
- 2007 – "Wasted"
- 2007 – "So Small"
- 2008 – "All American Girl"
- 2008 – "Last Name"
- 2008 – "Just a Dream"
- 2009 – "I Told You So"
- 2009 – "Cowboy Casanova"
- 2009 – "Temporary Home"
- 2009 – "Undo It"
- 2009 – "Mama's Song"
- 2012 – "Good Girl"
- 2012 – "Blown Away"
- 2012 – "Two Black Cadillacs"
- 2013 – "See You Again"
- 2014 – "Something in the Water"
- 2015 – "Little Toy Guns
- 2015 – "Smoke Break"
- 2018 - "Cry Pretty"
- 2022 - "Ghost Story"
- 2022 - "She Don't Know"
- 2022 - "Crazy Angels"
- 2022 - "Denim & Rhinestone"

## Turnék
- 2005 : American Idols Live! Tour 2005
- 2006 : Carrie Underwood: Live 2006
- 2008 : Love, Pain and the Whole Crazy Carnival Ride Tour
- 2008 : Carnival Ride Tour
- 2010 : Play On Tour
- 2012-2013 : Blown Away Tour
- 2016 : The Storyteller Tour
- 2019 : The Cry Pretty Tour 360